# Atós Bajo
Atós Bajo (aragonesisch Atós Baixo) ist ein spanischer Ort in der Provinz Huesca der Autonomen Gemeinschaft Aragonien. Atós Bajo, im Pyrenäenvorland liegend, gehört zur Gemeinde Sabiñánigo. Der Ort auf 720 Meter Höhe hat schon seit Jahren keine Einwohner mehr.

## Geographie
Der Ort liegt etwa 13 Kilometer südlich von Sabiñánigo und ist über die N330 zu erreichen.